# نبع عين الهوية
عين الهوية هي نبع ماء فلسطيني يقع في أراضي بلدة حوسان، غرب مدينة بيت لحم في الضفة الغربية. وتعد العين من أكبر عيون المياه التي يبلغ عددها 25 عينًا وينبوعًا موزعة على مناطق مختلفة في وسط وأطراف بلدة حوسان. وتضم قرية حوسان العديد من العيون، منها عين العامود والبلد والطاقة وعين العروس، وتعد العين امتدادًا لمنطقة بتير الغنية بالعيون حتى بلدة حوسان غرب بيت لحم. ويعود تاريخ ينابيع المياه الجوفية في بلدة حوسان إلى الفترة الرومانية،

## موقع العين
تقع عين الهوية في منطقة تعرف باسم "وادي العيون" غرب بلدة حوسان، والتي تقع على بعد نحو 8 كيلو مترات الى الغرب من مدينة بيت لحم. وقد سميت المنطقة بهذا الاسم نظرا لكثرة ينابيع وعيون المياة الطبيعية المنتشرة فيها، والتي شكلت عبر الزمن مصدرا رئيسيا للمياه في البلدة. وتحيط بالعين مجموعة من العيون الأخرى مثل عين عطاف، و.، وعين القصب، وعين السمك، وعين الجامع. وتعد المنطقة واحدة من أهم المناطق الزراعية في حوسان، اذ يعتمد المزارعون على مياه هذه العيون في ري أراضيهم.

## تاريخ العين
يعود تاريخ الينابيع الموجودة في بلدة حوسان إلى الفترة الرومانية، ما أكسبها مكانة تاريخية وأثرية وجعلها وجهة للسياح الفلسطينيين من مدن الشمال والجنوب، كما تُعد عين الهوية من أهم وأشهر العيون القديمة التى اعتمد عليها أهالي حوسان وسائر قرى الريف الغربي لمحافظة بيت لحم في توفير المياه لاغراض الشرب والري. وقد سُجلت العين في عام 2014 ضمن لائحة التراث العالمي، في منظمة اليونسكو، ضمن ملف ترشيح بلدة بتير المجاورة لقرية حوسان. ويعتمد أغلب سكان قرية حوسان على الزراعة، إذ توفر العيون المنتشرة فيها المياه العذبة لري مزروعاتهم. وتعتبر العين مقصدًا للسكان المحليين، وكذلك للزوار من الخارج لجمال منظرها وأراضيها الزراعية، التي تظهر على شكل مدرجات ترابية.
أما عن قرية حوسان الواقعة على ارتفاع 804 مترًا فوق سطح البحر، والتى تحوي 17 نبعا للمياه. فهي تقع على الخط الفاصل بين الضفة الغربية ومدينة القدس المحتلة. يحدها من الشرق بلدة الخضر، ومن الشمال قرية بتير، ومن الغرب قرية وادي فوكين والخط الأخضر ومن الجنوب قرية نحالين. وقد كانت القرية في أيام الحكم التركي واحدة من قرى العرقوب، والتي بلغ عددها 24 قرية، وتتبع لواء القدس الشريف، وبدء ذكرها بهذا الاسم بعد العام 1525م.
تتميز قرية حوسان بوفرة ينابيع المياه الأثرية فيها، وطبيعة الأرض الزراعية الخصبة والجبلية ما جعلها منطقة يستهدفها الاحتلال، إذ قُضمت أكثر من 70% من أراضيها لبناء مستوطنة "بيتار عيليت".